# Henry Percy (9. książę Northumberland)
Henry George Alan Percy (15 lipca 1912 - 21 maja 1940 w Tournai), brytyjski arystokrata, najstarszy syn Alana Percy'ego, 8. księcia Northumberland i lady Helen Gordon-Lennox, córki 7. księcia Richmond.
W latach 1918–1930 nosił tytuł hrabiego Percy. Po śmierci ojca w 1930 r. został 9. księciem Northumberland i zasiadł w Izbie Lordów. Po wybuchu II wojny światowej zaciągnął się do 1 batalionu Grenadier Guards. Jego jednostka weszła w skład Brytyjskiego Korpusu Ekspedycyjnego i została wysłana do Francji. Po niemieckim ataku na Belgię, Northumberland razem ze swoim regimentem brał udział w walkach we Flandrii. Podczas odwrotu w kierunku Dunkierki został ciężko ranny w miejscowości Pecq. Zmarł niedługo później w Tournai.
Nigdy się nie ożenił i nie pozostawił potomstwa. Po jego śmierci tytuł książęcy przejął jego młodszy brat, Hugh.